# Head Over Heels (1922)
Head Over Heels is een Amerikaanse filmkomedie uit 1922 onder regie van Paul Bern en Victor Schertzinger.

## Verhaal
Sterling heeft de Italiaanse acrobate Tina in dienst genomen. Hij wil van haar de ster van zijn New Yorkse toneelgroep maken. Als hij haar in klederdracht ziet, wordt hij bang dat hij een vergissing heeft gemaakt. Hij doet een beroep op zijn vennoot Lawson om onder het contract uit te komen. Lawson stelt Tina voor aan de medicijnenfabrikant Al Wilkins, die ook werkzaam is in de filmwereld. Nadat een schoonheidsspecialist Tina onder handen heeft genomen, dingen Lawson en Wilkins om haar gunsten.

## Rolverdeling
| Acteur         | Personage       |
| -------------- | --------------- |
| Mabel Normand  | Tina            |
| Hugh Thompson  | Lawson          |
| Russ Powell    | Papa Bambinetti |
| Raymond Hatton | Pepper          |
| Adolphe Menjou | Sterling        |
| Lilyan Tashman | Edith Penfield  |
| Lionel Belmore | Al Wilkins      |